# 周季琬
周季琬，清朝政治人物、同進士出身。

## 生平
順治九年（1652年）壬辰科進士，改庶吉士。順治十三年，任福建道監察御史。順治十四年，改湖南巡按御史。順治十七年，任浙江道監察御史、山東道監察御史。